# کینپی آزوسا
کینپی آزوسا (انگلیسی: Kinpei Azusa; ۱ مهٔ ۱۹۳۱ – ۲۴ مهٔ ۱۹۹۷) صداپیشه اهل ژاپن بود.